# Grand Prix-wegrace van België 1971
De Grand Prix-wegrace van België 1971 was de vijfde race van het wereldkampioenschap wegrace-seizoen 1971. De race werd verreden op 4 juli 1971 op het Circuit de Spa-Francorchamps nabij Malmedy, (Liège). In de 500cc-race verloor de Fransman Christian Ravel het leven.

## Algemeen
Derbi had al in 1968 een aantal protesten ingediend tegen winnende tegenstanders. Toen moest o.a. de 50cc-Jamathi van Paul Lodewijkx opengemaakt worden om te zien of er geen 75cc-motor in zat. In 1971 gebeurde weer iets dergelijks in Spa-Francorchamps: Zowel de Van Veen-Kreidlers als Barry Sheene werden beschuldigd van het gebruik van methanol in de benzine. Alle protesten waren ten onrechte ingediend. Barry Sheene won de Belgische GP met een vijf jaar oude Suzuki RT 67 die hij van Stuart Graham had overgenomen.

## 500 cc
In de 500cc-race duldde Giacomo Agostini (MV Agusta 500 3C) tot de vierde ronde Alberto Pagani (Linto), Christian Ravel (Kawasaki H 1 R), Dave Simmonds (Kawasaki H 1 R), Eric Offenstadt (Kawasaki H 1 R), Jack Findlay (Suzuki T 500) en Jim Curry (Seeley) in zijn buurt. Toen gaf hij gas en kon er gevochten worden om de tweede plaats. Simmonds en Pagani vielen al snel uit, terwijl Rob Bron (Suzuki T 500) in de buurt kwam na een slechte start. Het gevecht tussen Findlay, Ravel en Offenstadt eindigde fataal voor Christian Ravel, die in de Blanchimont-bocht met 160 km/h tegen de vangrail vloog en korte tijd later overleed. Offenstadt klopte Findlay in de sprint om de tweede plaats. Rob Bron werd vierde nadat hij een benzinestop had moeten maken.

### Uitslag 500 cc
| Pos | Coureur            | Merk      | Tijd      | Punten |
| --- | ------------------ | --------- | --------- | ------ |
| 1   | Giacomo Agostini   | MV Agusta | 55' 19" 7 | 15     |
| 2   | Eric Offenstadt    | Kawasaki  | +1' 44" 4 | 12     |
| 3   | Jack Findlay       | Suzuki    | +1' 45" 6 | 10     |
| 4   | Rob Bron           | Suzuki    | +1 ronde  | 8      |
| 5   | Ron Chandler       | Kawasaki  | +1 ronde  | 6      |
| 6   | Kurt-Ivan Carlsson | Yamaha    | +1 ronde  | 5      |
| 7   | Frank Perris       | Suzuki    | +1 ronde  | 4      |
| 8   | Jerry Lancaster    | Yamsel    | +1 ronde  | 3      |
| 9   | Piet van der Wal   | Kawasaki  | +1 ronde  | 2      |
| 10  | Billie Nelson      | Paton     | +1 ronde  | 1      |
| DNF | Jim Curry          | Seeley    |           |        |
| DNF | Martin Carney      | Kawasaki  |           |        |
| DNF | Keith Turner       | Suzuki    |           |        |
| DNF | Theo Louwes        | Kawasaki  |           |        |
| DNF | Alberto Pagani     | Linto     |           |        |
| DNF | Gyula Marsovszky   | Linto     |           |        |
| DNF | John Dodds         | König     |           |        |
| DNF | Ernst Hiller       | Kawasaki  |           |        |
| DNF | Christian Ravel    | Kawasaki  | val       | (†)    |
| DNF | Bo Granath         | Husqvarna |           |        |
| DNF | Dave Simmonds      | Kawasaki  |           |        |
| DNF | Tommy Robb         | Seeley    |           |        |
| DNF | Alan Barnett       | Aermacchi |           |        |
| DNF | Maurice Hawthorne  | Kawasaki  |           |        |
| DNF | Lothar John        | Yamaha    |           |        |

## 250 cc
Phil Read (Yamaha TD 2 B) leidde de 250cc-klasse na de eerste ronde, maar in de tweede ronde kneep hij tijdens een gevecht tegen Silvio Grassetti een remleiding stuk waardoor hij uitviel. Grassetti (MZ RE 250) won de race met een ruime voorsprong op John Dodds (Yamaha TD 2 B) en Dieter Braun (Yamaha TD 2 B).

### Uitslag 250 cc
| Pos | Coureur          | Merk     | Tijd       | Punten |
| --- | ---------------- | -------- | ---------- | ------ |
| 1   | Silvio Grassetti | MZ       | 35' 10" 6  | 15     |
| 2   | John Dodds       | Yamaha   | +9" 9      | 12     |
| 3   | Dieter Braun     | Yamaha   | +10" 6     | 10     |
| 4   | Paul Smart       | Yamaha   | +13" 4     | 8      |
| 5   | Chas Mortimer    | Yamaha   | +14" 4     | 6      |
| 6   | Rodney Gould     | Yamaha   | +15" 3     | 5      |
| 7   | Gyula Marsovszky | Yamaha   | +15" 3     | 4      |
| 8   | Theo Bult        | Yamsel   | +21"       | 3      |
| 9   | László Szabó     | Yamaha   | +21" 8     | 2      |
| 10  | Günter Bartusch  | MZ       | +42" 3     | 1      |
| 11  | Börje Jansson    | Yamasaki | +43" 8     |        |
| 12  | Karl Auer        | Yamaha   | +1' 09" 4  |        |
| 13  | Billie Nelson    | Yamaha   | +1' 52" 1  |        |
| 14  | Leo Commu        | Yamaha   | +2' 15" 4  |        |
| 15  | Toni Gruber      | Yamaha   | +2' 20" 6  |        |
| DNF | Phil Read        | Yamaha   | remleiding |        |

## 125 cc
In België viel Ángel Nieto (Derbi) al vroeg in de race uit, maar tot dat moment had hij zijn handen vol aan Barry Sheene (Suzuki RT 67), die veel sneller was. Er waren enorm veel uitvallers. Behalve Nieto ook Dave Simmonds (Kawasaki KA-1), Gilberto Parlotti (Morbidelli), Jan Huberts (MZ RE 125) en Börje Jansson (Maico 125 RS). Sheene won en de Maico's van Gert Bender en Dieter Braun waren erg snel: ze werden tweede en derde.

### Uitslag 125 cc
| Pos | Coureur            | Merk       | Tijd      | Punten |
| --- | ------------------ | ---------- | --------- | ------ |
| 1   | Barry Sheene       | Suzuki     | 33' 21" 5 | 15     |
| 2   | Gert Bender        | Maico      | +9" 5     | 12     |
| 3   | Dieter Braun       | Maico      | +23"      | 10     |
| 4   | Cees van Dongen    | Yamaha     | +38" 7    | 8      |
| 5   | Chas Mortimer      | Yamaha     | +1' 02" 7 | 6      |
| 6   | Jürgen Lenk        | MZ         | +2' 06"   | 5      |
| 7   | Rodney Gould       | Yamaha     | +2' 51" 1 | 4      |
| 8   | Thomas Heuschkel   | MZ         | +2' 57" 7 | 3      |
| 9   | Eugenio Lazzarini  | Maico      | +3' 01" 4 | 2      |
| 10  | Tommy Robb         | Yamaha     | +3' 15" 8 | 1      |
| 11  | László Szabó       | MZ         | +3' 16"   |        |
| 12  | Ryszard Mankiewicz | MZ         | +3' 16" 4 |        |
| 13  | Paolo Pileri       | Aermacchi  | +4' 35" 7 |        |
| 14  | Yves Le Toumelin   | Maico      | +5' 12" 9 |        |
| 15  | Oronzo Memola      | Maico      | +5' 15" 1 |        |
| DNF | Ángel Nieto        | Derbi      |           |        |
| DNF | Dave Simmonds      | Kawasaki   |           |        |
| DNF | Gilberto Parlotti  | Morbidelli |           |        |
| DNF | Jan Huberts        | MZ         |           |        |
| DNF | Börje Jansson      | Maico      |           |        |

## 50 cc
Nico Polane kreeg na zijn goede rijden in Assen een nieuwe (1971) Van Veen-Kreidler in Spa-Francorchamps. Daardoor kon hij Jos Schurgers en Jan de Vries helpen Ángel Nieto achter hen te houden. Men was bang dat Nieto, die ruim 6 seconden langzamer was geweest in de trainingen, zou gaan slipstreamen. Dat gebeurde ook. Nieto kroop achter Schurgers, maar de Vries passeerde ze beiden en op dat moment richtte Schurgers zich op, waardoor zijn Van Veen-Kreidler meteen wat snelheid verloor en ook Nieto de aansluiting met de Vries kwijt was. In de derde ronde kon ook Jos Schurgers weglopen van Nieto. Nieto eindigde als derde, maar bij Jamathi had men het lek nog niet boven. Aalt Toersen werd weliswaar vierde, maar kon geen moment de eerste drie bedreigen.

### Uitslag 50 cc
| Pos | Coureur            | Merk              | Tijd      | Punten |
| --- | ------------------ | ----------------- | --------- | ------ |
| 1   | Jan de Vries       | Van Veen-Kreidler | 21' 29" 2 | 15     |
| 2   | Jos Schurgers      | Van Veen-Kreidler | +10" 5    | 12     |
| 3   | Ángel Nieto        | Derbi             | +13" 7    | 10     |
| 4   | Aalt Toersen       | Jamathi           | +1' 09" 7 | 8      |
| 5   | Nico Polane        | Van Veen-Kreidler | +1' 22" 5 | 6      |
| 6   | Herman Meijer      | Jamathi           | +1' 53" 9 | 5      |
| 7   | Juan Parés March   | Derbi             | +2' 10" 2 | 4      |
| 8   | Harald Bartol      | Kreidler          | +2' 28" 8 | 3      |
| 9   | Ryszard Mankiewicz | Kreidler          | +3' 28" 8 | 2      |
| 10  | Manfred Kugler     | Kreidler          | +3' 30" 6 | 1      |

## Zijspanklasse
In België had Horst Owesle al meteen na de start een flinke voorsprong op de rest van het veld. Na de eerste ronde leidde hij dan ook vóór Georg Auerbacher en Arsenius Butscher. Siegfried Schauzu wist in de tweede ronde de leiding over te nemen, maar door de acceleratie van de viercilinder Münch-URS van Owelse passeerde die toch weer als eerste de streep. In de laatste ronde wist Schauzu echter weg te lopen, waardoor Owesle genoegen moest nemen met de tweede plaats. Auerbacher werd derde.

### Uitslag zijspanklasse
| Pos | Coureur               | Bakkenist        | Merk      | Tijd      | Punten |
| --- | --------------------- | ---------------- | --------- | --------- | ------ |
| 1   | Siegfried Schauzu     | Wolfgang Kalauch | BMW       | 33' 09" 3 | 15     |
| 2   | Horst Owesle          | Julius Kremer    | Münch-URS | +2" 5     | 12     |
| 3   | Georg Auerbacher      | Hermann Hahn     | BMW       | +28" 3    | 10     |
| 4   | Heinz Luthringshauser | Armgard Neumann  | BMW       | +41" 8    | 8      |
| 5   | Jean-Claude Castella  | Albert Castella  | BMW       | +42" 2    | 6      |
| 6   | Arsenius Butscher     | Josef Huber      | BMW       | +42" 5    | 5      |
| 7   | Graham Milton         | John Thornton    | BMW       | +46" 2    | 4      |
| 8   | Siegfried Maier       | Harald Mathews   | BMW       | +1' 51" 2 | 3      |
| 9   | Jeff Gawley           | Graham Alcock    | BMW       | +2' 58" 8 | 2      |
| 10  | Hermann Binding       | Helmut Fleck     | BMW       | +3' 06" 8 | 1      |

1921 · 1922 · 1923 · 1924 · 1925 · 1926 · 1927 · 1928 · 1929 · 1930 · 1931 · 1932 · 1933 · 1934 · 1935 · 1936 · 1937 · 1938 · 1939 · 1947 · 1948 · 1949 · 1950 · 1951 · 1952 · 1953 · 1954 · 1955 · 1956 · 1957 · 1958 · 1959 · 1960 · 1961 · 1962 · 1963 · 1964 · 1965 · 1966 · 1967 · 1968 · 1969 · 1970 · 1971 · 1972 · 1973 · 1974 · 1975 · 1976 · 1977 · 1978 · 1979 · 1980 · 1981 · 1982 · 1983 · 1984 · 1985 · 1986 · 1988 · 1989 · 1990